# A2 (míssil)

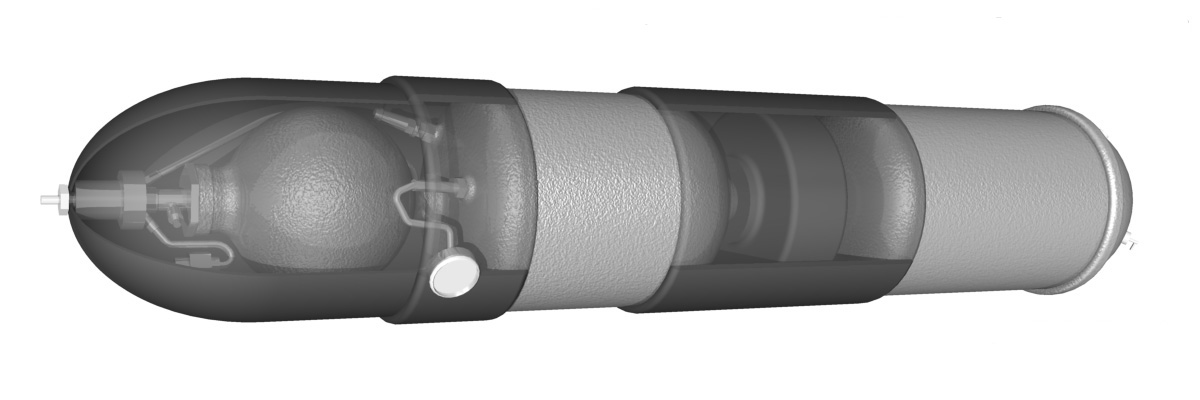
Visão em corte do foguete Aggregat-2.

Agregado-2, em alemão: Aggregat-2, literalmente Agregado-2, ou simplesmente Montagem-2, foi a designação de um projeto de foguete concebido a partir do A-1.
Diferente do seu antecessor, o A-2 trazia o giroscópio mais próximo do meio da fuselagem, de modo a aumentar sua estabilidade em voo e separar os dois tanques de propelentes. Em dezembro de 1934 foram lançados dois modelos, de nome Max e Moritz. Exteriormente este foguete era muito semelhante ao A-1. 

## Imagens
- Visão esquemática do Aggregat-2